# Borboroides corynetes
Borboroides corynetes är en tvåvingeart som beskrevs av Mcalpine 2007. Borboroides corynetes ingår i släktet Borboroides och familjen myllflugor. Inga underarter finns listade i Catalogue of Life.